# Marian Dudek
Marian Stefan Dudek (ur. 5 sierpnia 1937 w Witowie, zm. 21 października 2020 w Krakowie) – polski specjalista transportu miejskiego, ekonomista, historyk transportu miejskiego.

## Życiorys
Jego rodzina wywodzi się z podkrakowskiego Zelkowa. Świadectwo dojrzałości uzyskał w Krakowie w roku 1954. Następnie odbył studia w obecnej Szkole Głównej Handlowej w Warszawie i stopień magistra nauk ekonomicznych otrzymał w 1959. W 1976 ukończył studia podyplomowe z zakresu prawa pracy na Uniwersytecie Jagiellońskim. Przeszedł na emeryturę w 2002. Zmarł w 2020 i został pochowany na cmentarzu parafialnym w Bolechowicach.

## Działalność zawodowa
Od roku 1961 pracował na stanowiskach kierowniczych, później (od 1980) dyrektorskich w Miejskim Przedsiębiorstwie Komunikacyjnym (MPK) w Krakowie. Po reorganizacji MPK, w latach 1991–2001 był organizatorem i prezesem Miejskiego Zakładu Napraw Tramwajów, jednej z sześciu spółek należących do miasta Krakowa i obsługujących wtedy komunikację miejską.
Zakład ten, niezależnie od realizacji bieżących napraw, remontów i modernizacji całego krakowskiego taboru tramwajowego, specjalizował się także w konserwacji i rekonstrukcji pojazdów szynowych dla celów muzealnych w Polsce i za granicą. W ciągu 11 lat zrekonstruowano 13 tramwajów różnego typu. W szczególności były to zabytkowe tramwaje typów Sanok SN1 (pierwszy normalnotorowy tramwaj wprowadzony w Krakowie w 1913) i Sanok SN2, Tw103 (dla miasta Braunschweig), Htw7 i Htw17 (dla Zwickau), tramwaj konny z roku 1882, a także używany w Polsce tramwaj 102N z 1967. Dla przykładu, odrestaurowany tramwaj (z 1897) dla Braunschweig został oceniony przez właścicieli jako mistrzowskie dzieło sztuki technicznej i nazwany przez miejscową prasę „królem” i ozdobą miasta. Zakład Naprawy Tramwajów, mimo swojego potencjału i rentowności, został przyłączony do krakowskiego MPK w 2001.
Marian Dudek rozwinął dyskusję na temat odnowy i odbudowy taboru tramwajowego w Polsce, wykazując, że w polskich warunkach zasadniczym ograniczeniem jest jakość tras tramwajowych.

## Opracowania historyczne

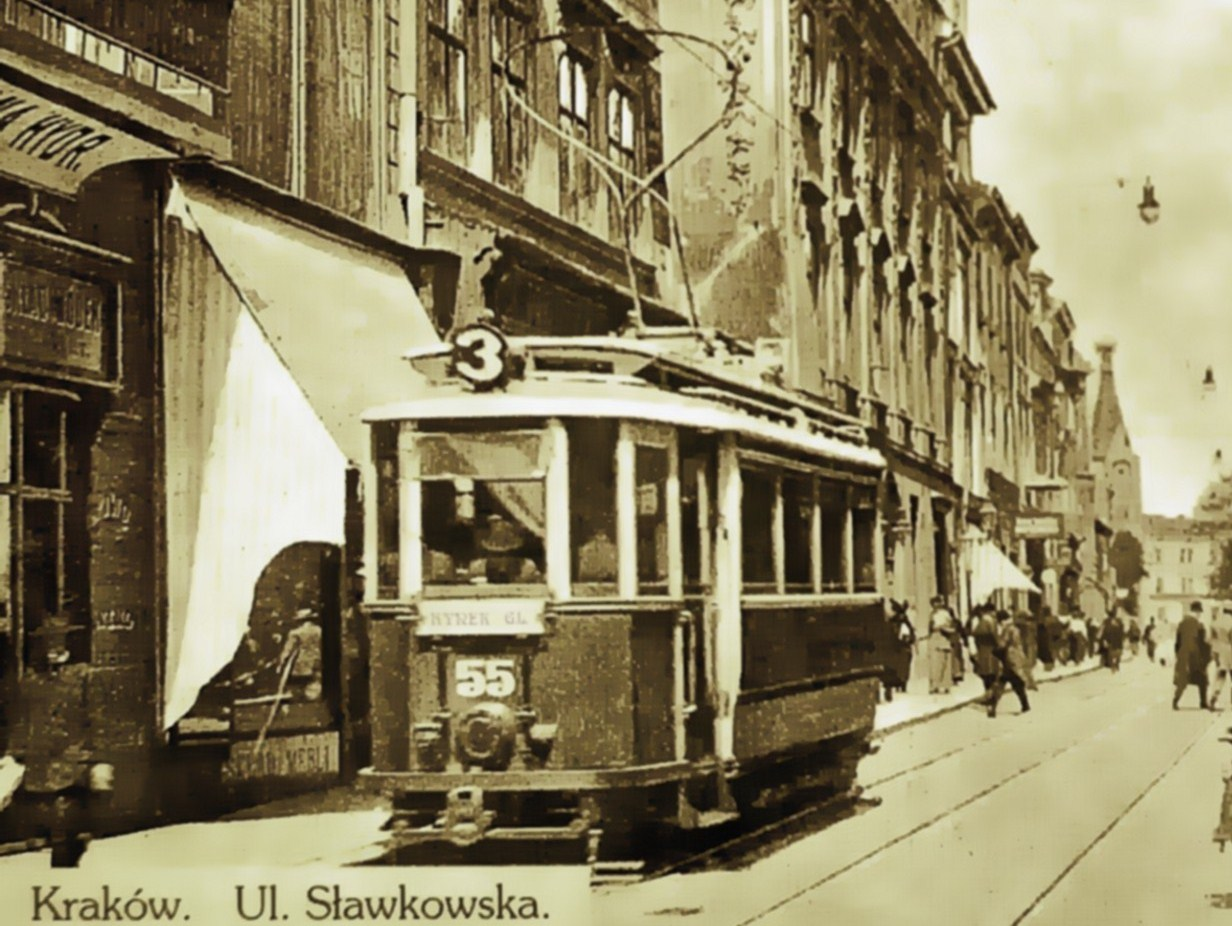
Sanok SN1 na ul. Sławkowskiej w Krakowie, 1914

Zajmował się także dziejami i rozwojem komunikacji miejskiej  . Opracował historię autobusowej komunikacji miejskiej w Krakowie w okresie międzywojennym (1927–1939). Przedstawił analizę komunikacji miejskiej w Krakowie bezpośrednio po zakończeniu okupacji niemieckiej. Zajmował się zarówno historią autobusów, jak i tramwajów w Krakowie  . Był współautorem wystawy „70 lat mobilności” związanej z Jubileuszem 70-lecia Oddziału Stowarzyszenia Inżynierów i Techników Komunikacji w Krakowie w 2016, którego był członkiem.
Zajmował się kompleksową ochroną zabytków (także infrastruktury) w transporcie. Był współzałożycielem Krajowego Klubu Miłośników Historii i Zabytków Transportu.

## Odznaczenia

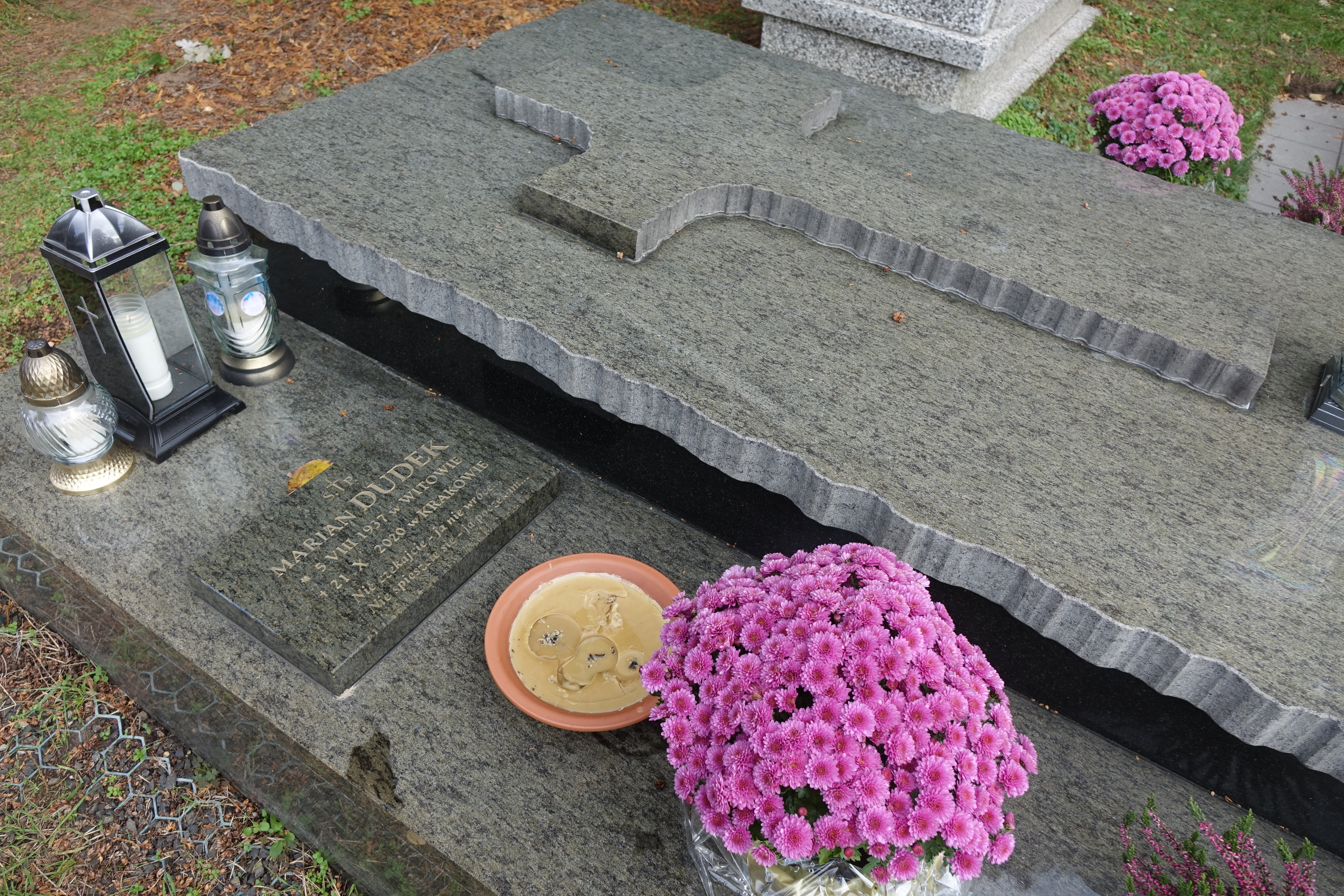
Tablica Mariana Dudka na grobowcu rodzinnym na cmentarzu parafialnym w Bolechowicach

- Krzyż Kawalerski Orderu Odrodzenia Polski (1986)[24],
- Srebrny Krzyż Zasługi (1975),
- Medal 40-lecia Polski Ludowej (1984),
- Srebrna Odznaka honorowa „Zasłużony dla transportu Rzeczypospolitej Polskiej” (1995),
- „Honoris Gratia” – odznaczenie przyznawane przez prezydenta Krakowa osobom zasłużonym dla Miasta (2017)[28],
- Złota Odznaka „Za Pracę Społeczną dla Miasta Krakowa”,
- Złota Odznaka Honorowa „Zasłużony dla Związku Emerytów, Rencistów i Inwalidów” (2000),
- Medal Im. Aleksandra i Zbigniewa Wasiutyńskich nadawany przez Stowarzyszenie Inżynierów i Techników Komunikacji Rzeczpospolitej Polskiej za osiągnięcia w technice komunikacyjnej[24],
- Medal im. prof. Romana Podoskiego, nadawany przez Stowarzyszenie Elektryków Polskich za szczególne osiągnięcia naukowe oraz pracę zawodową i społeczną w zakresie rozwoju trakcji elektrycznej,
- Złota Odznaka Honorowa Stowarzyszenia Inżynierów i Techników Komunikacji Rzeczpospolitej Polskiej (1995)[24],
- Honorowa Odznaka Politechniki Krakowskiej (1985),
- Odznaka „Przyjaciel Zabytków Transportu” nadana przez Stowarzyszenie Inżynierów i Techników Komunikacji Rzeczpospolitej Polskiej (2005),
- Srebrna Odznaka Honorowa Polskiego Związku Kajakowego (1988),
- Statuetka „Anioła Dobroci” za działalność społeczną na rzecz wsi Zelkowa (2014)[29].

## Inne informacje
Wstąpił w związek małżeński (1964) z Barbarą Stachurską – psycholog, z którą miał dwoje dzieci. Mieszkał w Krakowie i Zelkowie. Był instruktorem turystyki kajakowej, uprawiał narciarstwo i turystykę górską.